# 品川言氏
品川 言氏（しながわ ことうじ）は、江戸時代後期の高家旗本。初名は高美（たかよし）。

## 生涯
500俵を支給される旗本松平近朝の次男として生まれる。高家旗本品川氏維の養子となり、寛政4年12月1日（1793年）、将軍徳川家斉に御目見する。寛政5年（1793年）4月22日、氏維の隠居により、26歳で家督を相続する。
寛政10年（1798年）3月2日、氏維が病気のため寄寓していた実兄の屋敷から逐電するという事件を起こす。このことに対する処分として、同年4月10日、慎みを命じられる。同年12月29日、出仕をとどめられる。
『寛政重修諸家譜』編纂時の当主であり、「高美」の名で記載されている。生涯高家職に就くことのないまま、文化6年（1809年）死去した。42歳。